# CYP2W1
CYP2W1 (англ. Cytochrome P450 family 2 subfamily W member 1) – білок, який кодується однойменним геном, розташованим у людей на короткому плечі 7-ї хромосоми. Довжина поліпептидного ланцюга білка становить 490 амінокислот, а молекулярна маса — 53 844.
| 10         |  | 20         |  | 30         |  | 40         |  | 50         |
| ---------- |  | ---------- |  | ---------- |  | ---------- |  | ---------- |
| MALLLLLFLG |  | LLGLWGLLCA |  | CAQDPSPAAR |  | WPPGPRPLPL |  | VGNLHLLRLS |
| QQDRSLMELS |  | ERYGPVFTVH |  | LGRQKTVVLT |  | GFEAVKEALA |  | GPGQELADRP |
| PIAIFQLIQR |  | GGGIFFSSGA |  | RWRAARQFTV |  | RALHSLGVGR |  | EPVADKILQE |
| LKCLSGQLDG |  | YRGRPFPLAL |  | LGWAPSNITF |  | ALLFGRRFDY |  | RDPVFVSLLG |
| LIDEVMVLLG |  | SPGLQLFNVY |  | PWLGALLQLH |  | RPVLRKIEEV |  | RAILRTLLEA |
| RRPHVCPGDP |  | VCSYVDALIQ |  | QGQGDDPEGL |  | FAEANAVACT |  | LDMVMAGTET |
| TSATLQWAAL |  | LMGRHPDVQG |  | RVQEELDRVL |  | GPGRTPRLED |  | QQALPYTSAV |
| LHEVQRFITL |  | LPHVPRCTAA |  | DTQLGGFLLP |  | KGTPVIPLLT |  | SVLLDETQWQ |
| TPGQFNPGHF |  | LDANGHFVKR |  | EAFLPFSAGR |  | RVCVGERLAR |  | TELFLLFAGL |
| LQRYRLLPPP |  | GVSPASLDTT |  | PARAFTMRPR |  | AQALCAVPRP |  |            |

A: Аланін

C: Цистеїн

D: Аспарагінова кислота

E: Глутамінова кислота

F: Фенілаланін

G: Гліцин

H: Гістидин

I: Ізолейцин

K: Лізин

L: Лейцин

M: Метіонін

N: Аспарагін

P: Пролін

Q: Глутамін

R: Аргінін

S: Серин

T: Треонін

V: Валін

W: Триптофан

Кодований геном білок за функцією належить до оксидоредуктаз. 
Білок має сайт для зв'язування з іонами металів, іоном заліза, гемом. 
Локалізований у клітинній мембрані, мембрані, ендоплазматичному ретикулумі.